# 針突

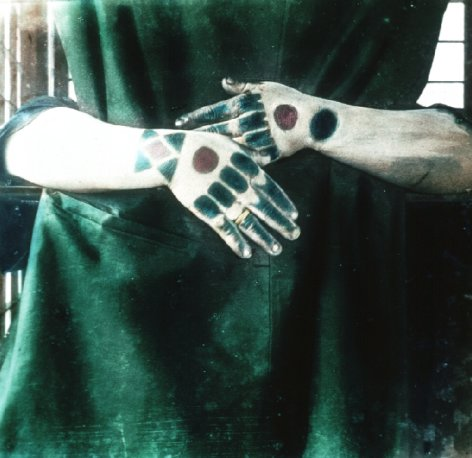
琉球族女子手上的針突

針突（琉球語：／ ）是琉球族女子手上的傳統刺青。紋於手背的針突是呈圓形、長條形、三角形、正方形、十字形等的青色圖案，而手指上則是青色長條紋。

## 歷史
針突記錄始見於16世紀琉球国，但據信可追溯至更久遠的時代。琉球族已婚女子會在成年禮紋針突，以示其已婚。針突寄托對美好婚姻的憧憬，紋針突時的痛感，也成爲能吃苦、與娘家和諧相處的象徵。針突圖案與形狀因島而異。一些族群認爲女子沒有針突，來世可能遭受痛苦。
1872年（清同治十一年、日本明治五年）至1879年（明治12年），日本吞併琉球，置沖繩縣。日本本土大和民族視針突爲野蠻風俗，爲打擊原本獨立的琉球文化，政府於1899年（明治32年）發佈《入墨禁止令》禁止針突，但此習俗仍延續多年。第二次世界大战期間的美國軍人得到許多沖繩與日本本土女子能以有無針突區分的教導。儘管針突仍延續，隨時間推移，此習俗越來越少見，至戰後20世紀50年代，大多數年輕女子拒絕紋針突。沖繩最後一批有針突女子的照片攝於20世紀90年代，至2016年（平成28年）最後的有針突者逝世，此風俗絕跡。但之後也有人嘗試復興針突。2020年（令和2年），日本舉辦了針突相片展覽。

## 圖集

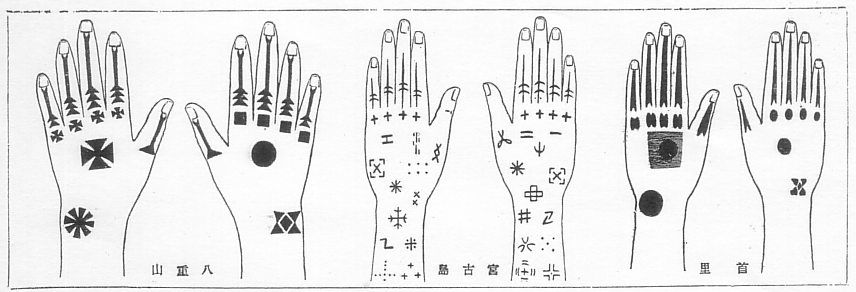
三雙手自左向右分別爲八重山、宮古島、首里針突
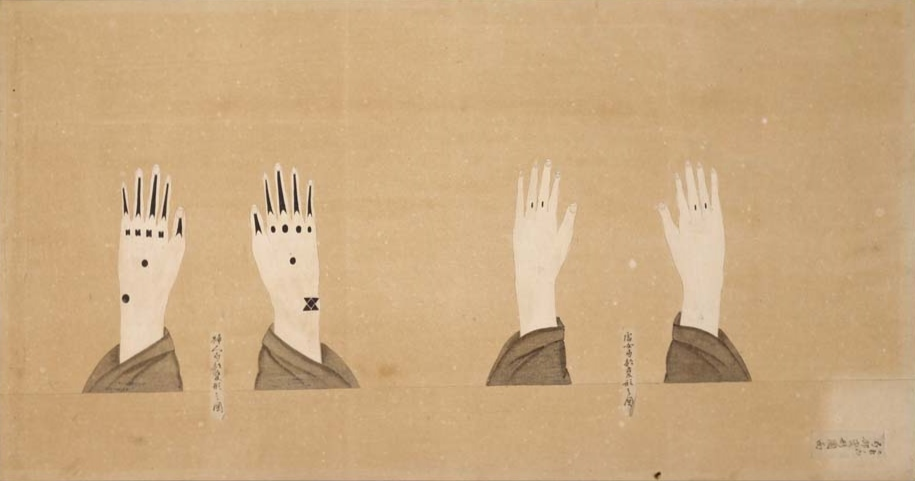
兩種針突樣式
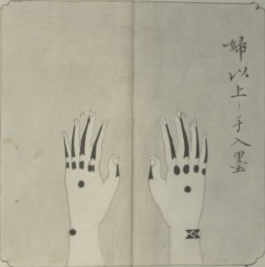
婦以上手入墨
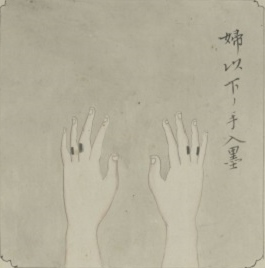
婦以下手入墨